# Wladimir Georgijewitsch Kadyschewski

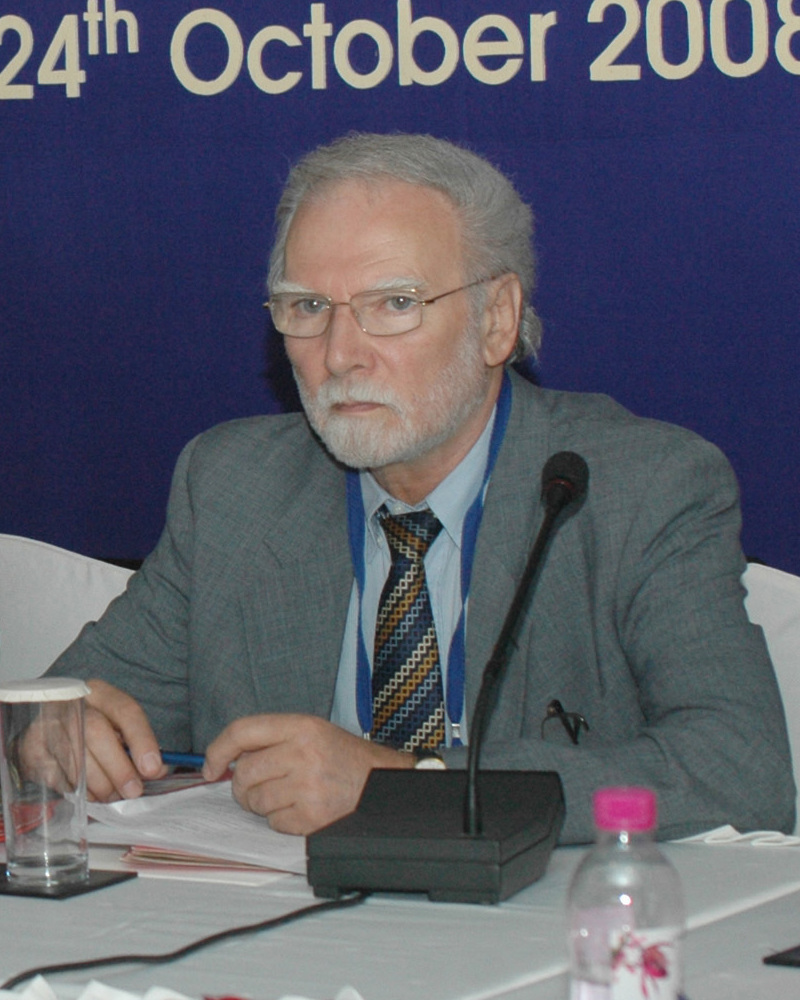
Wladimir Georgijewitsch Kadyschewski, 2008

Wladimir Georgijewitsch Kadyschewski (russisch Владимир Георгиевич Кадышевский; * 5. Mai 1937 in Moskau; † 24. September 2014 in Dubna) war ein sowjetisch-russischer theoretischer Physiker, Kernphysiker und Hochschullehrer.

## Leben
1946–1954 war Kadyschewski Schüler der Suworow-Militärkadettenschule in Swerdlowsk, die er mit einer Goldmedaille verließ. Anschließend studierte er Physik an der Lomonossow-Universität Moskau. Unter Dmitri Wassiljewitsch Schirkow fertigte er die Diplomarbeit Über das Massenspektrum und die Fundamentallänge in der Quantenfeldtheorie an und schloss sein Studium 1960 ab. Mit seiner Kandidat-Dissertation Einige Fragen der Quanten-Raumzeit unter der Leitung von Nikolai Nikolajewitsch Bogoljubow wurde er 1962 Kandidat der Physikalisch-Mathematischen Wissenschaften.
1962 trat Kadyschewski in das Vereinigte Institut für Kernforschung (OIJaI) in Dubna ein und arbeitete im Laboratorium für Theoretische Physik (LTF). Mit seiner Doktor-Dissertation Untersuchung zum relativistischen Zweikörperproblem wurde er 1968 Doktor der Physikalisch-Mathematischen Wissenschaften. 1970 wurde er Professor und Leiter des Lehrstuhls für Elementarteilchenphysik der Lomonossow-Universität Moskau. 1977–1978 leitete er eine Gruppe sowjetischer Physiker im Fermi National Accelerator Laboratory in den USA. 1983–1985 leitete er eine Gruppe von Wissenschaftlern des OIJaI, die sich am Experiment DELPHI am Large Electron-Positron Collider des CERN in Genf beteiligten.
1987 wurde Kadyschewski Direktor des LTF und 1992 Direktor des OIJaI. 1991 wurde er Korrespondierendes Mitglied der Russischen Akademie der Wissenschaften und 2000 Vollmitglied. 2002 wurde er Mitglied des Präsidiums der Russischen Akademie der Wissenschaften und des Büros der Abteilung für Physik-Wissenschaften. Auch 2002 wurde er ausländisches Mitglied der Georgischen Akademie der Wissenschaften und 2003 der Indischen Akademie der Wissenschaften. 2005 ging er in den Ruhestand, behielt aber die wissenschaftliche Leitung des Instituts noch bis 2006. Er hatte 15 Kandidat-Dissertationen und 5 Doktor-Dissertationen betreut. Er war Initiator und Präsident der Internationalen Universität für Natur, Gesellschaft und Mensch Dubna. 2008 wurde er ausländisches Mitglied der Bulgarischen Akademie der Wissenschaften.

## Ehrungen
- Orden der Völkerfreundschaft (1976)
- Bulgarischer Kyrill und Method-Orden 1. Klasse (1981)
- Krylow-Preis (1990)
- Orden der Ehre (1996) für Verdienste um den Staat und vieljährige sorgfältige Arbeit[5]
- Offizierskreuz des Verdienstordens der Republik Polen (1996)
- Orden der Freundschaft 2. Klasse der Demokratischen Volksrepublik Korea (1996)
- Verdienstorden der Bundesrepublik Deutschland (2000)
- Bogoljubow-Preis der Nationalen Akademie der Wissenschaften der Ukraine (2001)
- Ehrenmitglied der Akademie der Wissenschaften Moldawiens (2001)[6]
- Verdienstorden für das Vaterland 4. Klasse (2006) für den großen Beitrag zum Wachsen der Wissenschaft, die Stärkung der internationalen wissenschaftlich-technischen Zusammenarbeit und die vieljährige sorgfältige Arbeit[7]
- Bogoljubow-Preis des OIJaI (2006)
- Mongolischer Polarstern-Orden (2006)
- Wernadski-Goldmedaille der Nationalen Akademie der Wissenschaften der Ukraine (2008)